# パラジウム (佐藤允彦のアルバム)
パラジウム（PALLADIUM）は、ジャズ・ピアニストの佐藤允彦が、 1969年に発表したピアノ・トリオ編成によるアルバムである。

## 解説
ジャズ・ピアニストの佐藤允彦が、荒川康男、富樫雅彦とのトリオ編成でスタジオ録音した、初めてのリーダー・アルバムである。1968年9月、佐藤はベーシストの荒川と共に、留学していたバークリー音楽大学を卒業し帰国。デュオで演奏活動を行なっていた2人にドラマーの富樫が加わり、1969年3月17日に、東京で佐藤の帰国後初めてとなるレコーディング・セッションが行なわれ、ピアノ、ベース、ドラムスによるピアノ・トリオ編成で全6曲がステレオ収録された。
収録曲はビートルズの作品である「ミッシェル」を除き、すべて佐藤の作品で占められており、そのうち、「パラジウム」と「ザルツブルグの小枝」は、かつて佐藤がバークリー入学のための応募作品に採りあげたものであった。「ザルツブルグの小枝」は、渡辺貞夫の依頼により、当初フルート演奏のために書き下ろされたもので、佐藤によれば、曲のタイトルはスタンダールの「恋愛論」から引用したものであるという。
アルバムのオリジナル・ジャケットには、木村道弘が描いたイラストを基に、多田進がデザインしたものが用いられたが、再発売時には魚の写真を使用したジャケットに差し替えられたこともある。

## 収録曲
レコード初発売時の表記に拠る。
1. オープニング　(Opening)
2. ミッシェル　(Michelle)
3. ザルツブルグの小枝　(Der Zweig Von Salzburg)
4. パラジウム　(Palladium)
5. スクローリン　(Scrollin')
6. クロージング　(Closing)

## 演奏者
- 佐藤允彦　ピアノ、プリペアド・ピアノ
- 荒川康男　ベース
- 富樫雅彦　ドラム、鈴

## 発売記録
発売形態、発売年　発売会社　規格番号の順に表記。
- レコード　1969年　東芝音楽工業　EP-8004
- テープ　1969年　東芝音楽工業　EXA-5074
- レコード　1970年代　東芝EMI　ETJ-9005
- レコード　1980年代　東芝EMI　ETJ-65020
- CD　1987年5月25日　東芝EMI　CA32-1438
- CD　1996年2月28日　東芝EMI　TOCT-9363[2]
- CD　2000年6月7日　東芝EMI　TOCJ-8009
- CD　2006年2月23日　ブリッジ　BRIDGE-043

## 受賞歴
- 「スイングジャーナル」主催　第3回（1969年度）ジャズ・ディスク大賞 - 日本ジャズ賞